# Alianța Dreptate și Adevăr (2003–2007)
Alianța Dreptate și Adevăr (DA) a fost o alianță politică în România între Partidul Național Liberal (PNL) și Partidul Democrat (PD), care a candidat la alegerile locale, legislative și prezidențiale din 2004. Alianța s-a constituit ca o contrapondere la guvernarea socialistă/PDSR Năstase dintre 2000 și 2004.
La data de 11 aprilie 2007, alianța a devenit nefuncțională (aceasta nefiind desființată formal), iar PD a fost exclus din Guvernul Tăriceanu I. Între timp PD s-a transformat în PDL (după fuziunea cu PLD-ul lui Theodor Stolojan). Noul guvern a fost format de PNL și UDMR/RMDSZ.
Următoarea alianță între cele două partide (PD devenind între timp PDL) va fi cea din 2014, mai precis Alianța Creștin Liberală (ACL).